# Île de la Lande
L'île de la Lande est une île fluviale de la Garonne, située sur la commune de Quinsac.

## Description
Propriété de la famille Cathiard, créateurs des sources de Caudalie à Martillac, elle mesure près de 1,5 km de longueur sur une largeur d'environ 620 m et est occupé en grande partie par un lac. Il reste à l'est de l'île des ruines de bâtiments. 

## Histoire
Dans le cadre des grandes idées pour Bordeaux, en 2010, Arthur Constantopoulos y a imaginé hôtel de luxe-spa.
L'île est connue car le Château Smith Haut Lafitte y produit ses plants et porte-greffes.